# The Flaming Forties
Pour plus de détails, voir Fiche technique et Distribution.
The Flaming Forties est un film muet américain de Tom Forman, sorti en 1924 au cinéma.

## Distribution
- Harry Carey : Bill Jones
- William Norton Bailey : Desparde
- Jacqueline Gadsden : Sally
- James Mason : 'Jay-Bird' Charley
- Frank Norcross : Colonel Starbottle
- Wilbur Higby : le Shérif